# Carmela Soprano
Carmela DeAngelis Soprano, interpretata dall'attrice Edie Falco, è la coprotagonista della serie televisiva I Soprano: è infatti la moglie del boss mafioso Tony Soprano. Dopo il marito, è la figura maggiormente analizzata dall'ideatore della serie David Chase nell'arco delle 6 stagioni.
In italiano è doppiata da Anna Cesareni.

## Biografia
Figlia di Hugh e Mary De Angelis (anch'essa quindi, come il futuro marito, di origini italoamericane), Carmela ha conosciuto Tony ai tempi del liceo.
Dopo una corte serrata (molti sono i riferimenti a questi eventi nei dialoghi, anche se mai vengono mostrate scene al riguardo), Carmela accetta il fidanzamento e sposa in seguito Tony, da cui ha i due figli, Meadow e Anthony Jr.
Carmela, donna forte e carismatica, oltre ad occuparsi dell'istruzione e della gestione familiare, si può considerare a tutti gli effetti il prototipo della moglie di un boss: al corrente della natura criminale del congiunto e delle sue infedeltà, sa custodire ogni segreto, difende il marito davanti a estranei e all'FBI e gli è sempre vicina nei momenti di difficoltà.
Il legame con Tony è, nonostante le vicissitudini e i drammi ricorrenti, intenso e profondo, come dimostrano le puntate iniziali della stagione 6.
Pur accettando di farsi mantenere dal marito, a volte si finge estranea alla natura criminale di Tony e del suo ambiente anche se in verità più volte ha ammesso che, anche prima di sposare Tony, già conosceva la sua indole criminale. Effettivamente pur amando Tony, il denaro del marito e i benefici che esso comporta sono il motivo principale per cui ha scelto di sposarlo ma soprattutto il motivo per cui per tanto tempo gli ha perdonato le sue infedeltà. Per Carmela, pur provandoci, risulta molto difficile portare equilibrio in famiglia, specialmente con i figli, pur volendo bene a Meadow e a Anthony Jr. non riesce a gestire l'emotività dei suoi figli, tuttavia cerca di essere sempre una figura di supporto per Anthony Jr. mentre nel caso di Meadow più volte usa l'influenza della sua famiglia e le loro disponibilità economiche per spianarle la strada. Sua madre prova avversione per Tony avendo sempre ritenuto che Carmela potesse ambire a un uomo migliore di lui, al contrario il padre di Carmela rispetta il genero, anche perché Tony lo aiutò a ottenere un appalto a cui era interessato.
Nella stagione 4 in Carmela si risveglia una volontà d'indipendenza e di emancipazione e, spinta dall'infatuazione per il sicario Furio Giunta, porta alle estreme conseguenze il rapporto con Tony: dopo furibonde liti familiari, i due si separano, in verità anche la psichiatra di Tony, ovvero la dottoressa Melfi aveva predetto che probabilmente Carmela raggiunta l'esasperazione avrebbe preso in considerazione l'idea di divorziare, aggiungendo che al contrario Tony non avrebbe mai avuto il coraggio di lasciare la moglie, non tanto per amore ma per egoismo dal momento che Carmela fondamentalmente è la donna più giusta per lui e che dunque non avrebbe la forza di fare a meno di lei.
Tony infatti (stagione 5) non vuole saperne di divorziare, anche perché Carmela è depositaria d'innumerevoli segreti riguardanti le sue attività e potrebbe essere facilmente ricattabile dall'FBI durante qualche incriminazione.
Faticosamente, e anche per l'impossibilità di mantenere, senza il marito, il lussuoso stile di vita a cui è abituata, Carmela si riavvicina a Tony dato che lui non era disposto a spartire equamente la separazione dei beni oltre al fatto che nessun avvocato divorzista era disposto a mettersi contro di lui: Carmela si dedica alla costruzione di una casa che definisce il suo "investimento per il futuro" e rimane, fino alla fine, al fianco del marito, condividendo, di fatto, il suo oscuro destino.

## Rapporto con la psicanalisi
Quando Carmela scopre che Tony va in analisi dalla dottoressa Melfi ne è molto contenta vedendo nella psicanalisi la fatua speranza di poter fare di Tony un uomo migliore. Anche se all'inizio si sente minacciata dalla presenza di Melfi dato che per orgoglio non accettava che Tony avesse un'altra figura femminile oltre a lei che rappresentasse per il marito un sostegno, col tempo impara ad apprezzarla dato che Melfi mostra nei confronti di Carmela un atteggiamento gentile e premuroso. Carmela risulta una delle poche persone oltre a Melfi che sia in grado di costringere Tony a esternare la sua rabbia e le sue frustrazioni, benché diversamente da Melfi che usa un approccio ragionato e professionale, nel caso di Carmela è solo una reazione ai loro continui litigi.
Carmela e Tony hanno fatto con Melfi della terapia di coppia, in rare occasioni Melfi ha tenuto con Carmela delle sedute individuali; solo in sua presenza Carmela ammette che una delle sue peggiori preoccupazioni legata ai figli è rappresentata dal timore che Meadow e Anthony Jr. per sostenere e difendere il padre giurino fedeltà al voto dell'omertà tipico del loro malfamato ambiente sociale è che ciò influisca negativamente nel loro percorso.
In un episodio Melfi convince Carmela a fare una seduta con un suo insegnante dell'università che a sua volta esercita la professione di psichiatra, davanti a lui Carmela ammette quanto sia difficile per lei essere la moglie di un uomo che di fatto è solo un criminale rabbioso nonché un adultero impenitente.
Sebbene Carmela abbia sempre avvertito il bisogno di trovare conforto nella spiritualità, che lei ha sempre ricercato nella fede cristiana, sentendo ormai l'esigenza di affrontare il proprio matrimonio da un punto di vista più razionale arriva anche a rivolgersi a un prete specializzato in psicanalisi che infatti ha conseguito anche il dottorato, proprio lui pur appellandosi alla sacralità del matrimonio escludendo dunque la via del divorzio, incoraggia Carmela ad apprezzare Tony tracciando una linea di confine tra ciò che c'è di positivo e separarlo da ciò che invece è negativo nella loro vita coniugale, in modo che Carmela abbia una miglior considerazione del marito.

## Amicizie
Nel corso delle stagioni Carmela intrattiene legami d'amicizia con molti personaggi: da Rosalie Aprile, che può a ragione definirsi la sua migliore amica (con lei compie un viaggio a Parigi che viene ricordato anche nel penultimo episodio), ad Angie Bonpensiero e Gabriella Dante, mogli di altri capi della famiglia mafiosa.
Ma sono soprattutto le amicizie maschili ad essere interessanti, sul piano narrativo, per il personaggio di Carmela. Dal rapporto ambiguo con un sacerdote, padre Phil Intintola, con cui passa un'equivoca notte sola in casa (ep. 5) lui infatti è palesemente attratto da Carmela, lei lo vede come una guida spirituale benché non condivide le sue opinioni sul matrimonio, infatti Carmela trova ipocrita da parte del prete incoraggiarla a rimanere con Tony (ignorando dunque le sue incessanti infedeltà) solo perché il suo orientamento religioso gli impone di difendere il matrimonio in quanto istituzione sacra della chiesa cattolica. Tra lei e Victor Musto si instaura subito una vicendevole simpatia, col quale Carmela inizia una relazione che viene subito troncata, passando per il già citato Furio.
Dopo la separazione con Tony (ep. 52) Carmela inizia a frequentare il consulente scolastico del liceo frequentato dal figlio, Robert Wegler, attratta dalla sua intelligenza e dalle maniere educate (l'esatto contrario, per certi versi, di Tony) anche se lui decide di lasciarla sentendo che Carmela (forse involontariamente) voleva solo usarlo per ottenere dei privilegi da cui Anthony Jr. avrebbe tratto dei vantaggi.
Tuttavia, dopo questa esperienza e il riavvicinamento col marito, Carmela non avrà più sbandate amorose, e si concentrerà sulla famiglia e sulla casa in costruzione, basata su un suo progetto.